# Mirkovice
Obec Mirkovice (německy Mirkowitz) se nachází v okrese Český Krumlov v Jihočeském kraji. Žije zde 518 obyvatel.

## Historie
První písemná zmínka o vesnici pochází z roku 1362.
Ve 14. století zde sídlil Kamaret z Mirkovic, který dne 5. 4. 1398 koupil půl lánu v Mirkovicích od Racka z Markvartic, purkrabího na Velešíně. Kamaret z Mirkovic prodal v březnu1403 Mikuláši z Vranína čtvrtlán (asi 6 ha) a v březnu následujícího roku (1404) celý dvůr.
Jižně od dnešní obce Mirkovice, v povodí Jíleckého potoka, se nachází rozsáhlé pole se stopami po mělkém dobývání zlata z 12. až 14. století. Zachovaly se haldy hlušiny, rýžovnické sejpy, zářezy po těžbě a tzv. hraničními kameny s vyrytými křížky, které ohraničovaly jednotlivá dobývací pole.

## Pamětihodnosti
- Usedlost č. p. 1 byla nejstarší stavbou lidové architektury na území ČR s roubenou světnicí z let 1420–1430, po demolici v roce 2012 zachován zděný patrový špýchar, část roubené stavby byla přenesena do expozice lidové architektury ve skanzenu v Chanovicích.[8]

## Galerie

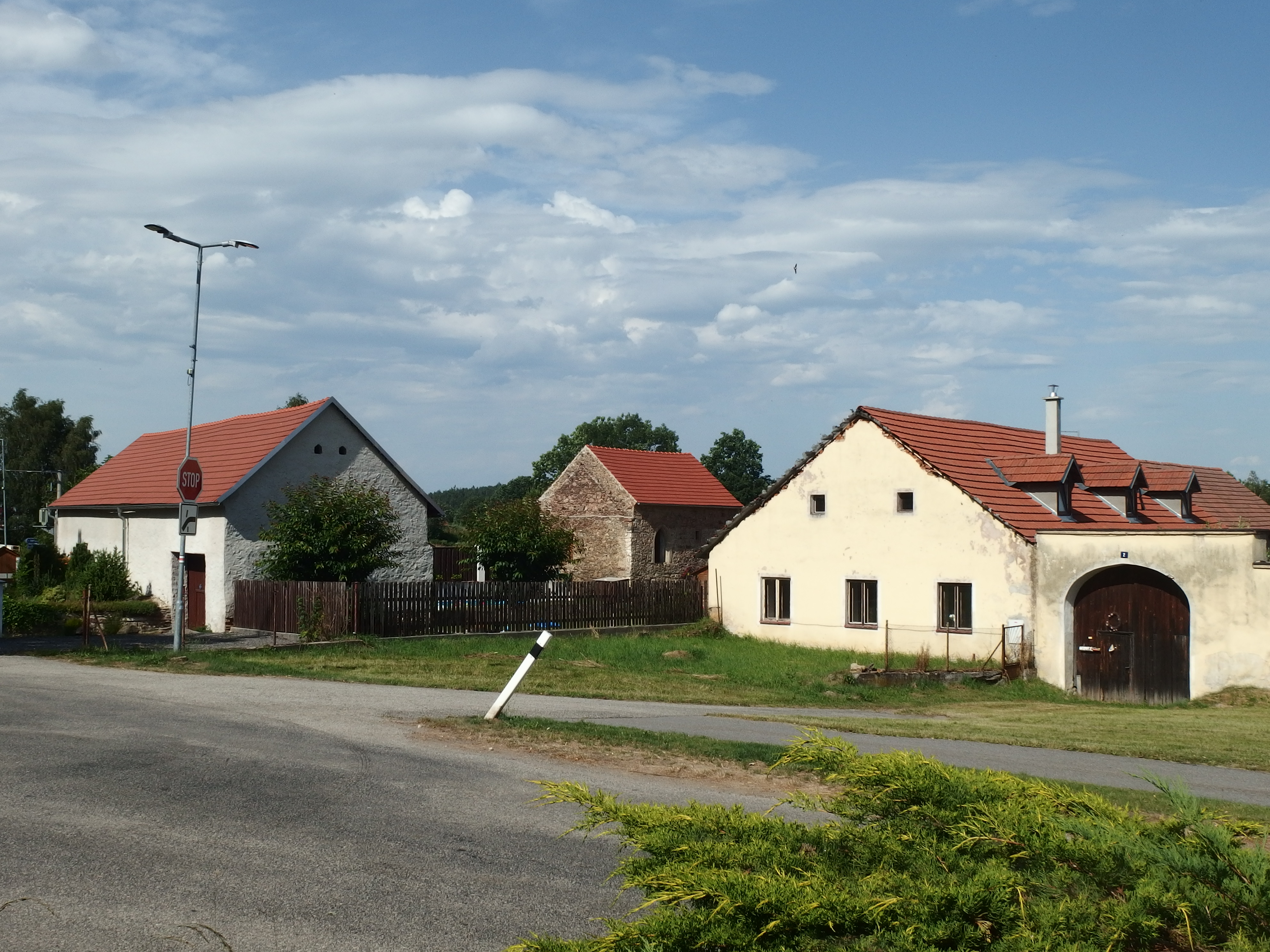
Usedlosti č. p. 1 a 2, uprostřed gotický špýchar
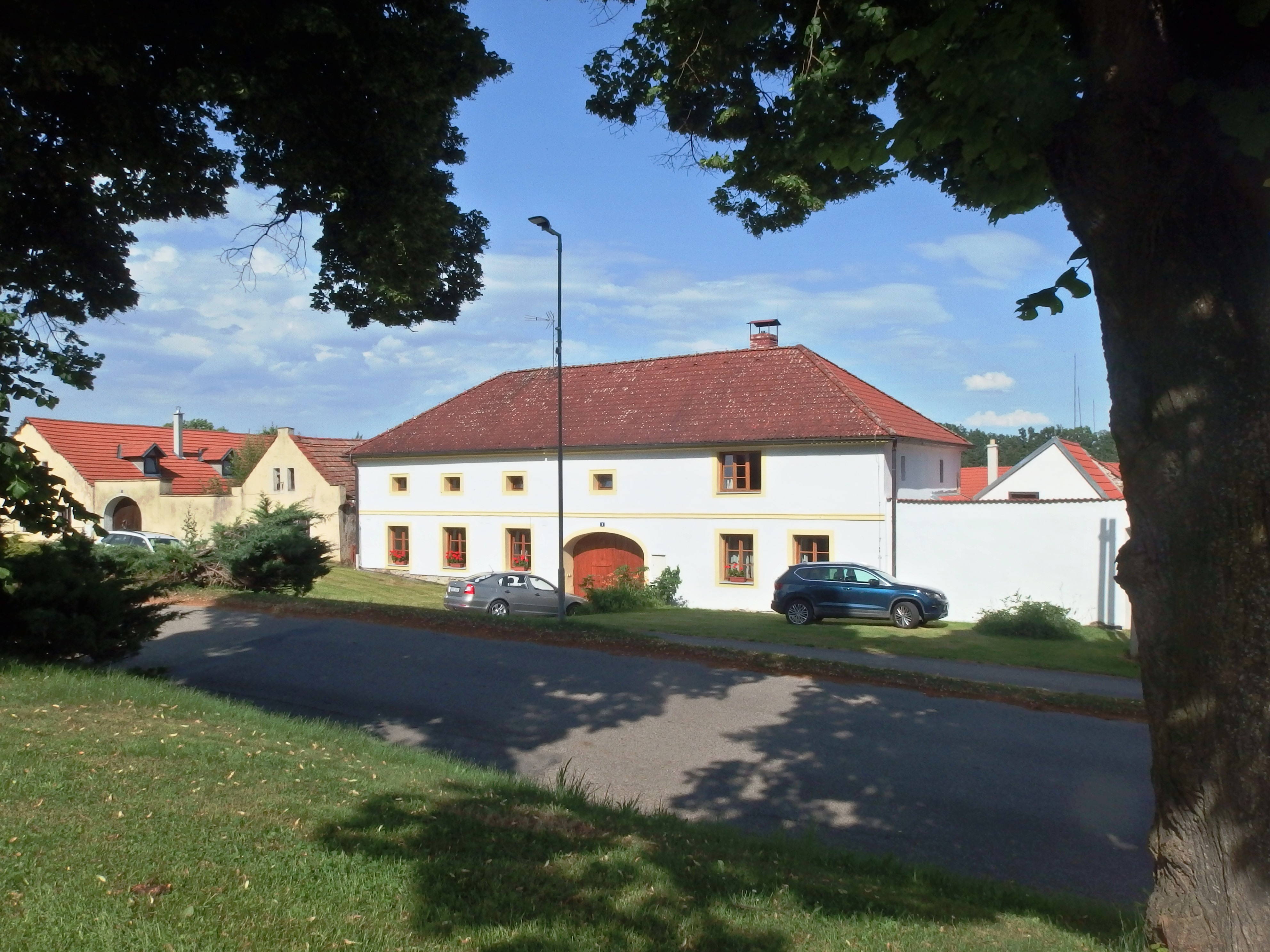
Usedlost č. p. 3
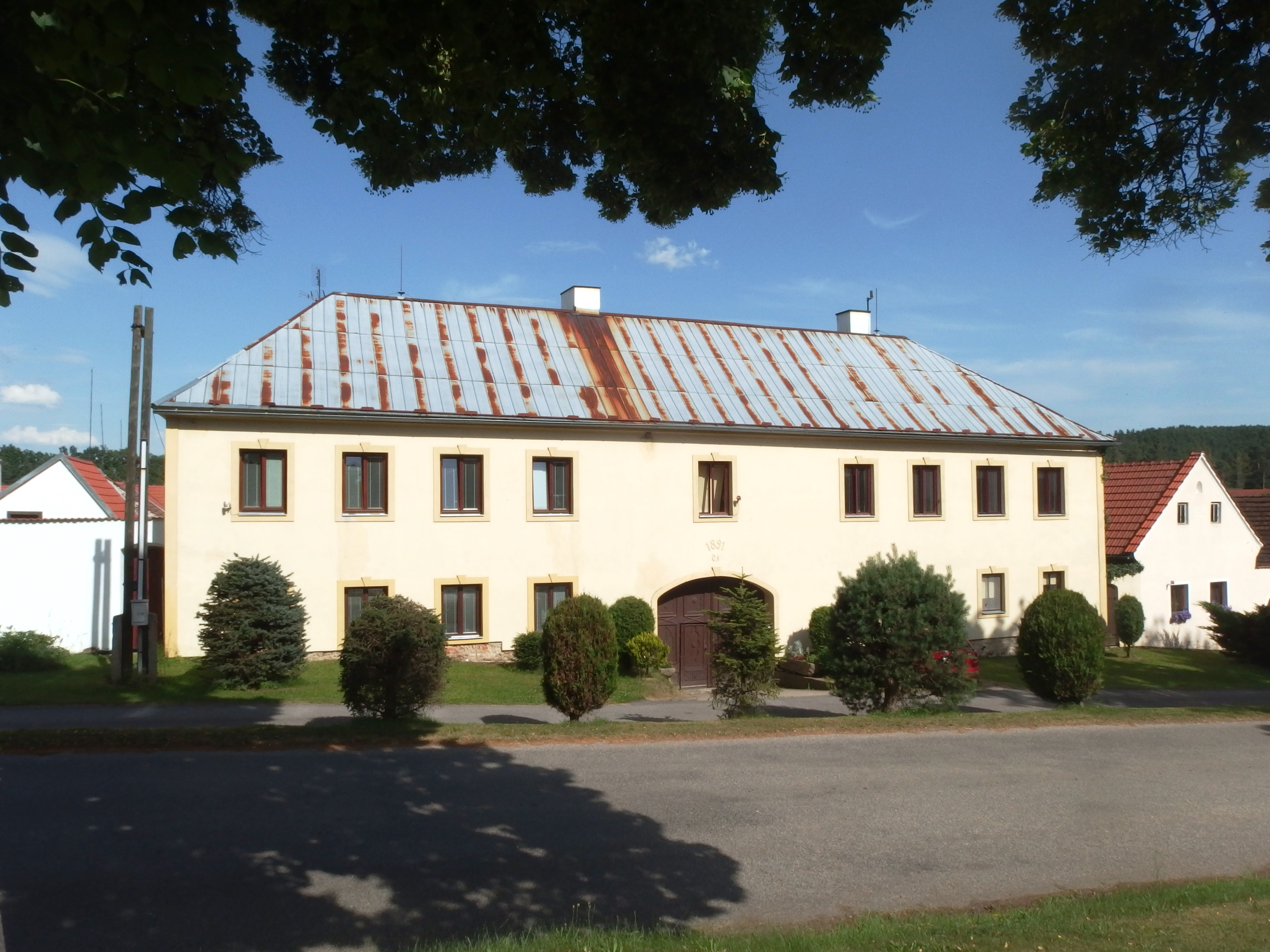
Usedlost č. p. 4
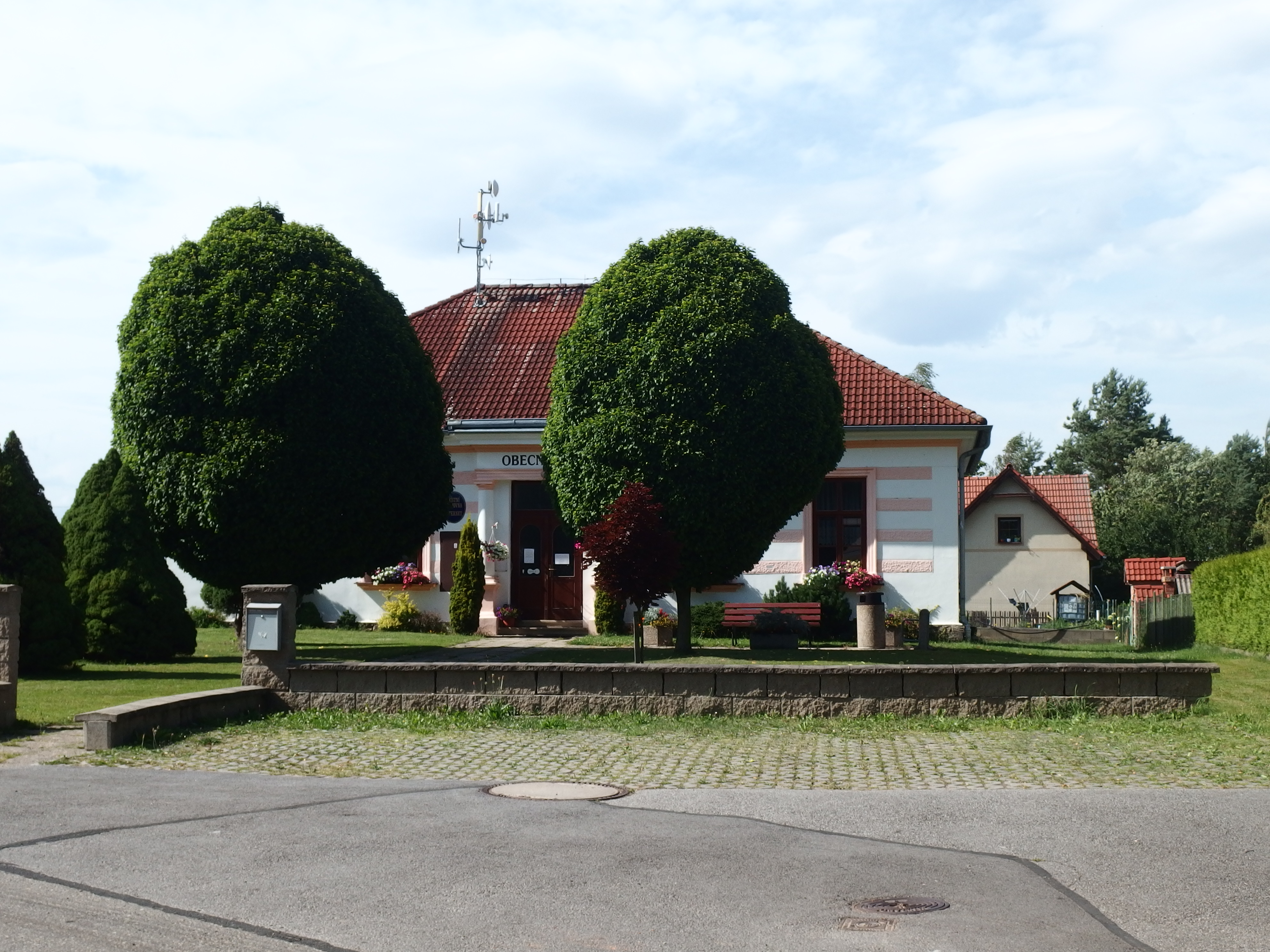
Obecní úřad
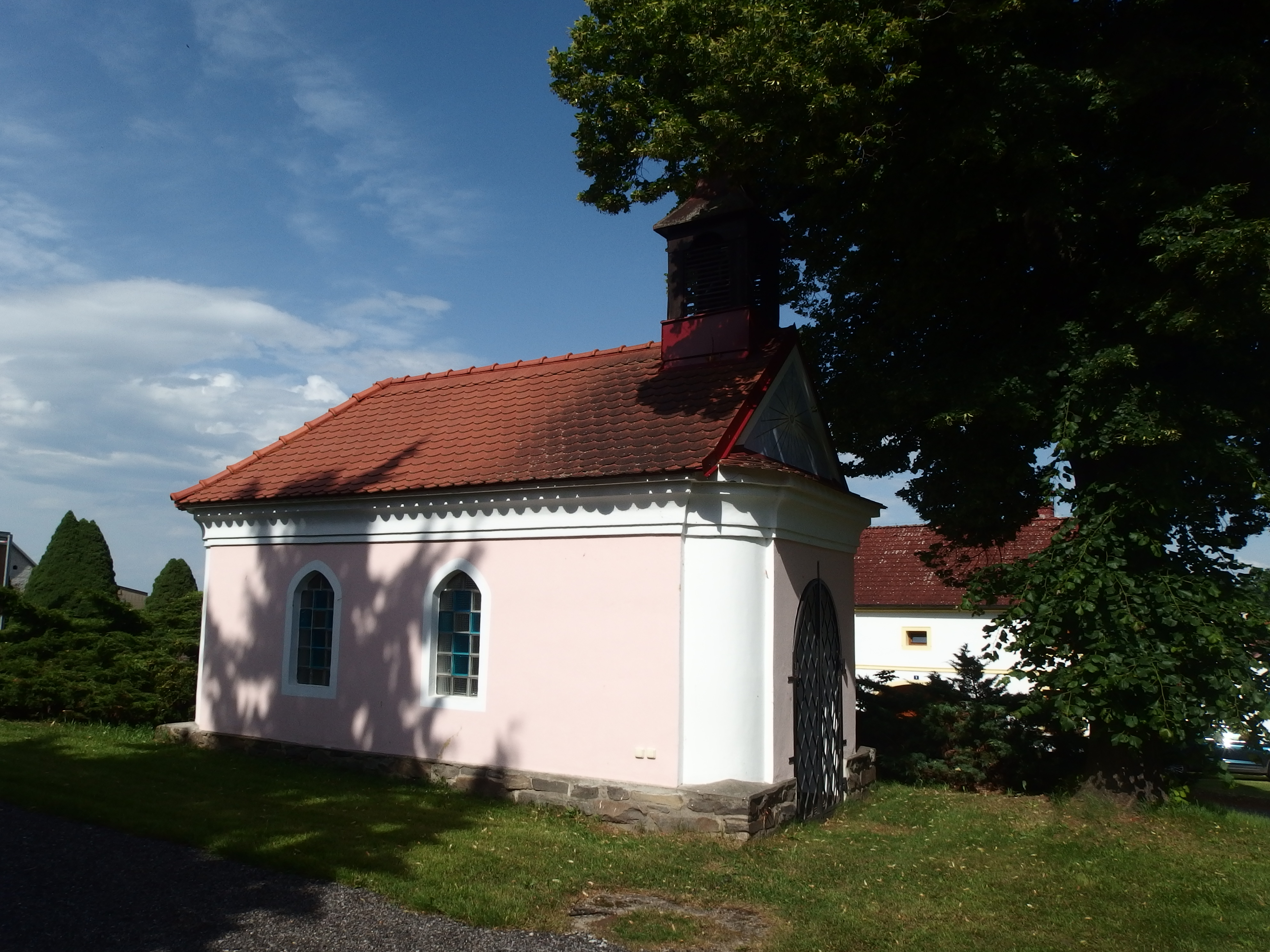
Návesní kaple

## Části obce
- Mirkovice
- Chabičovice
- Malčice
- Svachova Lhotka
- Zahrádka
- Žaltice

## Přírodní památka
Do katastrálního území Chabičovice zasahuje přírodní památka Vltava u Blanského lesa, která je zařazena jako evropsky významná lokalita do evropské soustavy chráněných území Natura 2000.